# Be My Love
Singles de SPEED
One More Dream
(12 déc. 2001) Walking in the Rain / Stars to Shine Again
(27 nov. 2003)
Be My Love est le treizième single du groupe SPEED, sorti en 2003.

## Présentation
Le single, écrit, composé et produit par Hiromasa Ijichi, sort le 27 août 2003 au Japon sur le label Sonic Groove. C'est le premier disque du groupe à sortir sur ce label, les précédents étant parus sur le label affilié Toy's Factory. Il atteint la 2e place du classement des ventes de l'Oricon, et reste classé pendant onze semaines. C'est alors le single le moins vendu du groupe.
Il sort trois ans et demi après la séparation du groupe en mars 2000 (il s'était reformé ponctuellement en 2001 pour un concert de charité), et près de deux ans après son précédent single, One More Dream (également enregistré à cette occasion). Le single sort à l'occasion d'une nouvelle reformation temporaire de SPEED en soutien de l'organisation caritative internationale Save the Children, pour laquelle le groupe sortira en quelques mois deux nouveaux singles (avec Walking in the Rain / Stars to Shine Again qui sortira trois mois plus tard), et deux albums.
La chanson-titre figurera donc sur le nouvel album original Bridge qui sortira trois mois plus tard, et sera interprétée sur l'album live Best Hits Live qui sortira en février suivant ; une version remixée ("X'mas version") figurera également sur le single suivant. Contrairement à la plupart de celles des autres singles du groupe, elle ne sera pas reprise sur l'album Speedland de 2009.
La deuxième chanson du single, Shunatsu, ne figurera sur aucun album. Le single contient également leurs versions instrumentales.

## Liste des titres
Toutes les chansons sont écrites et composées par Hiromasa Ijichi, arrangées par Yasutaka Mizushima.
| CD    | CD                                 | CD    | CD | CD | CD | CD | CD | CD | CD |
| No    | Titre                              | Durée |    |    |    |    |    |    |    |
| ----- | ---------------------------------- | ----- | -- | -- | -- | -- | -- | -- | -- |
| 1.    | Be My Love                         | 4:31  |    |    |    |    |    |    |    |
| 2.    | Shunatsu (朱夏)                    | 3:28  |    |    |    |    |    |    |    |
| 3.    | Be My Love (Instrumental)          | 4:26  |    |    |    |    |    |    |    |
| 4.    | Shunatsu (Instrumental) (朱夏 ...) | 3:22  |    |    |    |    |    |    |    |
| 15:47 |                                    |       |    |    |    |    |    |    |    |